# Pachyptera kerere
Pachyptera kerere là một loài thực vật có hoa trong họ Chùm ớt. Loài này được (Aubl.) Sandwith mô tả khoa học đầu tiên năm 1937.